# Inscripciones de Darío el Grande en Suez

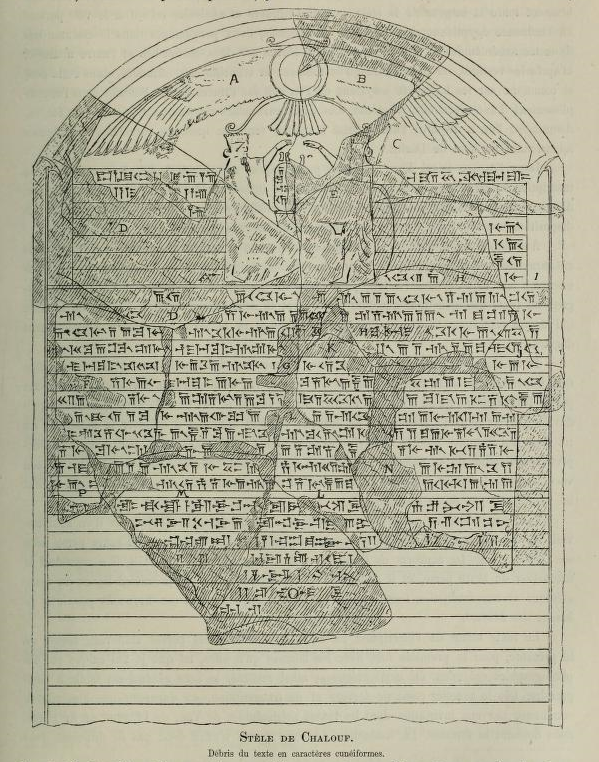
Dibujo de la estela dañada de Shaluf.

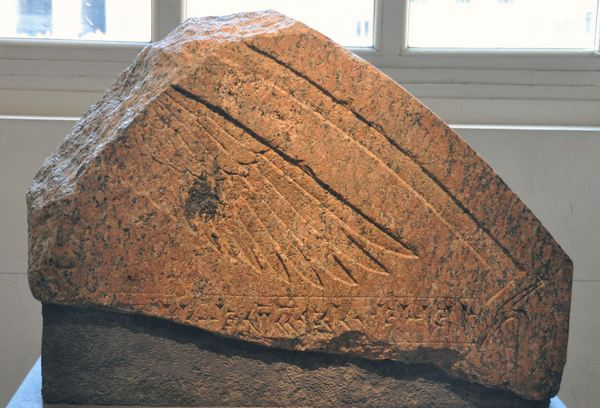
Fragmento de la Estela de Shaluf, Museo del Louvre.

Las inscripciones de Darío el Grande en Suez eran textos escritos en persa antiguo, elamita, babilonio y egipcio sobre cinco monumentos erigidos en Uadi Tumilat, conmemorando la apertura del canal de los faraones, entre el Nilo y el Gran Lago Amargo.
El mejor conservado de estos monumentos fue una estela de granito rosa, que fue descubierta por Charles de Lesseps, hijo de Ferdinand de Lesseps, en 1866, a 30 kilómetros de Suez, cerca de Kabret en Egipto. Fue erigida por Darío I, rey del imperio aqueménida, cuyo reinado duró desde el 522  hasta el 486 a. C. El monumento, también conocido como la estela Chalouf (alt. Estela Shaluf), registra la construcción por los persas de un precursor del moderno Canal de Suez, un canal a través de Uadi Tumilat, que conectaba el ramal más oriental del Nilo, Bubastis, con el lago Timsah, que estaba conectado con el Mar Rojo por vías de agua naturales.  El propósito declarado del canal era la creación de una conexión marítima entre el Nilo y el Mar Rojo, entre Egipto y el imperio aqueménida.

## Texto
Transcripción parcial y traducción de la inscripción:
Transliteración del cuneiforme persa antiguo:
xâmanišiya \ thâtiy \ Dârayavauš \ XŠ \ adam \ Pârsa \ amiy \ hacâ \ Pâ rsâ \ Mudrâyam \ agarbâyam \ adam \ niyaštâyam \ imâm \ yauviyâ m \ katanaiy \ hacâ \ Pirâva \ nâma \ rauta \ tya \ Mudrâyaiy \ danuvatiy \ ab iy \ draya \ tya \ hacâ \ Pârsâ \ aitiy \ pasâva \ iyam \ yauviyâ \ akaniya \ avathâ \ yathâ \ adam \ niyaštâyam \ utâ \ nâva \ âyatâ \ hacâ \ Mudrâ yâ \ tara \ imâm \ yauviyâm \ abiy \ Pârsam \ avathâ \ yathâ \ mâm \ kâma\ âha
Traducción:
«El rey Darío dice: Soy un persa; saliendo de Persia conquisté Egipto. Ordené cavar este canal desde el río que se llama Nilo y que fluye en Egipto, hasta el mar que comienza en Persia. Por lo tanto, cuando este canal fue excavado como ordené, los barcos salieron de Egipto a través de este canal hacia Persia, como yo había planeado».